# Judo na asijských hrách
Judo na asijských hrách je sportovní akcí, která je pravidelnou součástí Asijských her pořádaných každé čtyři roky na asijském kontinentu. Hry jsou pořádány Asijskou olympijskou radou (OCA), která je přidruženým členem Mezinárodního olympijského výboru (MOV).

## Vítězové ve váhových kategoriích

### Muži
| rok  | místo    | superlehká váha | pololehká váha | lehká váha    | polostřední váha | střední váha  | polotěžká váha | těžká váha   |
| ---- | -------- | --------------- | -------------- | ------------- | ---------------- | ------------- | -------------- | ------------ |
| 1986 | Soul     | Kim Če-jop      | I Kjong-kun    | An Pjong-kun  | Čo Hjong-su      | Pak Kjong-ho  | Ha Hjong-ču    | H. Saitó     |
| 1990 | Peking   | T. Košino       | M. Okuma       | Čong Hun      | Kim Pjong-ču     | H. Okada      | J. Kai         | Hwang Če-kil |
| 1994 | Hirošima | Kim Hjok        | J. Nakamura    | Čong Hun      | Jun Tong-sik     | J. Nakamura   | Š. Okaizumi    | Dž. Konno    |
| 1998 | Bangkok  | K. Tokuno       | J. Nakamura    | Ch. Boldbátar | Čo In-čchol      | Ju Song-jon   | K. Inoue       | Š. Šinohara  |
| 2002 | Pusan    | M. Achondzade   | Kim Hjong-ču   | Čchö Jong-sin | J. Akijama       | J. Jazaki     | K. Suzuki      | J. Muneta    |
| 2006 | Dauhá    | T. Egusa        | Ch. Cagánbátar | I. W-h.       | D. Ňamchű        | Hwang Hui-te  | Čang Song-ho   | J. Muneta    |
| 2010 | Kanton   | R. Sobirov      | Kim Ču-č.      | H. Akimoto    | Kim Če-pom       | T. Ono        | Hwang Hui-te   | Kim Su-wan   |
| 2014 | Inčchon  | J. Smetov       | D. Tömörchüleg | H. Akimoto    | Kim Če-pom       | J. Jošida     | N. Tüvšinbajar | T. Odžitani  |
| 2018 | Jakarta  | D. O'rozboev    | An Pa-ul       | Š. Óno        | D. Chamza        | Kwak Tong-han | K. Iida        | Kim Song-pom |

### Ženy
| rok  | místo    | superlehká váha | !pololehká váha | lehká váha     | polostřední váha | střední váha  | polotěžká váha | těžká váha    |
| ---- | -------- | --------------- | --------------- | -------------- | ---------------- | ------------- | -------------- | ------------- |
| 1990 | Peking   | F. Esakiová     | M. Uedaová      | Li Čung-jün    | Ťin Siang-lan    | Čang Ti       | J. Tanabeová   | Čang Jing     |
| 1994 | Hirošima | R. Tamuraová    | Hjon Suk-hui    | Čong Son-jong  | Čong Song-suk    | A. Oiši       | Kim Mi-čong    | Čang Jing     |
| 1998 | Bangkok  | T. Makabeová    | Kje Sun-hui     | Ch. Erdenet-Od | Wang Sien-po     | Im Čong-suk   | Tchang Lin     | Jüan Chua     |
| 2002 | Pusan    | K. Kitadaová    | I Un-hui        | Hong Ok-song   | A. Tanimotová    | Čchin Tung-ja | Čo Su-hui      | Sun Fu-ming   |
| 2006 | Dauhá    | Kao Feng        | An Kum-e        | Sü Jen         | Sü Jü-chua       | M. Uenová     | S. Nakazawaová | Tchung Wen    |
| 2010 | Kanton   | Wu Šu-ken       | M. Nakamuraová  | K. Macumotová  | J. Uenová        | Hwang Je-sul  | Čong Kjong-mi  | M. Sugimotová |
| 2014 | Inčchon  | M. Uranceceg    | M. Nakamuraová  | A. Jamamotová  | Čong Ta-un       | Kim Song-jon  | Čong Kjong-mi  | Ma S'-s'      |
| 2018 | Jakarta  | Čong Po-kjong   | N. Cunodaová    | M. Tamaokiová  | N. Nabekuraová   | S. Niizoeová  | R. Satóová     | A. Soneová    |

## Vítězové v kategorii bez rozdílu vah
| rok  | místo    | muži         | ženy            |
| ---- | -------- | ------------ | --------------- |
| 1986 | Soul     | J. Masaki    | —               |
| 1990 | Peking   | H. Sekine    | Čuang Siao-jen  |
| 1994 | Hirošima | K. Masuči    | N. Annová       |
| 1998 | Bangkok  | —            | —               |
| 2002 | Pusan    | K. Inoue     | Tchung Wen      |
| 2006 | Dauhá    | Kim Song-pom | Liou Chuan-jüan |
| 2010 | Kanton   | K. Takahaši  | Liou Chuan-jüan |